# Hohenlohekreis
Hohenlohekreis là một huyện (Landkreis) về phía bắc of Baden-Württemberg, Đức. Các huyện giáp ranh là (từ phía bắc theo chiều kim đồng hồ) Neckar-Odenwald, Main-Tauber, Schwäbisch Hall và Heilbronn.
Huyện lỵ là Künzelsau.

## Lịch sử
Huyện được lập năm 1973 thông qua việc hợp nhất các huyện cũ Öhringen và Künzelsau. Huyện đã được đổi tên theo dòng họ Hohenlohe, dòng họ từng cai trị phần lớn khu vực này cho đến năm 1806 khi họ mất quyền độc lập và thuộc vương quốc Württemberg.

## Địa lý
Hai sông chính chảy qua huyện là Kocher và Jagst, cả hai đều là phụ lưu của sông Neckar. Đỉnh cao nhất của huyện với độ cao 523 m là Mühlberg gần Waldenburg.

## Xã và đô thị
| Thị trấn | Xã |
| --- | --- |
| 1. Forchtenberg 2. Ingelfingen 3. Krautheim 4. Künzelsau 5. Neuenstein 6. Niedernhall 7. Öhringen 8. Waldenburg | 1. Bretzfeld 2. Dörzbach 3. Kupferzell 4. Mulfingen 5. Pfedelbach 6. Schöntal 7. Weißbach 8. Zweiflingen |